# 1998 SX22
1998 SX22 är en asteroid i huvudbältet som upptäcktes den 23 september 1998 av den australiensiske astronomen Frank B. Zoltowski i Woomera.
Den tillhör asteroidgruppen Merxia.